# Shōnen Sunday Super
Shōnen Sunday Super (少年サンデー超?, Shōnen Sandē Sūpā), o Shōnen Sunday S (週刊少年サンデーS?, Shōnen Sandē Esu), è una rivista giapponese mensile di manga shōnen pubblicata dalla Shogakukan.

## Storia
Originariamente era un'edizione speciale dello Shōnen Sunday, le cui uscite erano chiamate Shōnen Sunday Zōkangō (週刊少年サンデー増刊号? lett. "Numero speciale di Shōnen Sunday"). Venne chiamata "Shōnen Sunday Super" nel 1995. È spesso la rivista nella quale vengono pubblicate varie storie brevi di artisti della Shogakukan, oltre a nuovi mangaka emergenti. Tra il 2004 e il 2009 la rivista è diventata momentaneamente bimestrale, per poi tornare alla sua normale cadenza mensile.
Non è raro che se una serie diventa popolare venga spostata nello Shōnen Sunday, come successo a Due come noi!! e Kenta Yarimasu!.
Quando le serie della rivista sono raccolte in tankōbon, sono pubblicati con l'etichetta "Shōnen Sunday Comics".

## Serie pubblicate
- 1978-1980
  - Phantom Burai scritta da Buronson e disegnata da Kaoru Shintani 1978.4
  - Nine di Mitsuru Adachi 1978.10
- 1981
  - Chance di Kei Satomi 1981.10
  - Justy di Tsuguo Okazaki 1981.11
- 1982
  - Kaze no Senshi Dan scritta da Tetsu Kariya e disegnata da Kazuhiko Shimamoto 1982.6
  - Saraba Jinrui di Noboru Rokuda 1982.7
- 1983
  - Takeru di Osamu Ishiwata 1983.4
  - Night di Mitsuo Hashimoto 1983.4
  - Prefectural Earth Defense Force di Kōichirō Yasunaga 1983.4
- 1984
  - Striker Retsuden di Takeshi Miya 1984.5
- 1985
  - Birdy the Mighty di Yuki Masami 1985.1 (spostata nel Young Sunday)
- 1986
  - Maboroshi Umaboroshi di Katsu Aki 1986.2
  - Caravan Kidd di Johji Manabe 1986.8
  - Yagami-kun no Katei Jijo di Kei Kusunoki 1986.11
- 1987
  - Kaito Kid di Gōshō Aoyama 1987.11 (pubblicato irregolarmente)
- 1988
  - Seventeen Cop scritta da Toshiyuki Tanabe e disegnata da Yu Nakahara  1988.1
  - Due come noi!! di Hiroyuki Nishimori 1988.9 (spostata nel Shōnen Sunday)
  - Kenta Yarimasu! di Takuya Mitsuda 1988.11 (spostata nello Shōnen Sunday)
- 1989
  - Seishun Tiebreak! di Harumi Matsuzaki 1989.10
  - Kojiro di Kenichi Muraeda 1989.11
- 1990
  - RATS di Masahiko Nakahira
  - Yugengaisha Shinahyakkaten di Takashi Shiina 1990.2
  - Junk Party di Johji Manabe 1990.10
- 1991
  - Sengoku Kōshien di Kōji Kiriyama 1991.1 (spostata nello Shōnen Sunday)
  - Rappa S.S. di Takashi Shiina 1991.1
- 1992
  - Kaitei Jinrui Anchovy di Kōichirō Yasunaga 1992.3
  - Ogre Slayer di Kei Kusunoki 1992.7
  - Spriggan scritta da Hiroshi Takashige e disegnata da Ryoji Minagawa 1992.8 (spostata nello Shōnen Sunday)
- 1993
  - Byakuren no Fang di Yoshihiro Takahashi 1993.3
- 1994
  - Super Street Fighter II di Masahiko Nakahira 1994.3
  - Samurai Spirits scritta da Kyōichi Nanatsuki e disegnata da Yūki Miyoshi 1994.7
- 1995
  - Sodatte Darling!! di Kōji Kumeta
- 1996
  - Tennen Senshi G di Naoya Matsumori 1994.3
  - Meibutsu!! Utsukemono Honpo di Pero Sugimoto 1996.3
- 1997
  - Salad Days di Shinobu Inokuma 1997.5 (spostata nello Shōnen Sunday)
  - Windmill di Takashi Hashiguchi 1997.7
  - Dolphin Brain di Reiji Yamada 1997.9 (spostata nello Shōnen Sunday)
- 1998
  - TEN MAN di Mondo Takimura 1998.1
- 1999
  - Southern Cross di Michiteru Kusaba 1999.2
  - New Town Heroes di Makoto Raiku 1999.3
  - Tatakau! Ryōzanpaku Shijō Saikyō no Deshi di Shun Matsuena 1999.3
- 2000
  - Chō Ikusei Shinwa Pagunasu di Ryō Ōkuma 2000.1
- 2001
  - HEAT WAVE di Kazurou Inoue 2001.6
  - Girl Saurus di Kei Kusunoki 2001.7 (spostata nel Sunday GX)
  - Shigeshida ☆ Shokun!! di Moritaishi 2001.6
- 2002
  - BREAKTHROUGH! ~Niji no Petal~ di Yōhei Suginobu 2002.2
- 2003
  - Kowashiya Gamon di Shun Fujiki 2002.2 (spostata nello Shōnen Sunday)
  - Peace Maker di Shūichirō Satō 2003.12